# Campionat d'Alemanya de sidecarcross
El Campionat d'Alemanya de sidecarcross, regulat per la federació alemanya de motociclisme (DMSB, Deutscher Motor Sport Bund e. V.), és la màxima competició de sidecarcross que es disputa a Alemanya.
El campionat nacional alemany s'organitza oficialment d'ençà de 1974, tot i que anteriorment ja existia una competició similar, l'OMSK-Pokal (en disputa des de 1970), considerada com a campionat nacional oficiós. Aquesta competició es continua convocant actualment, ara amb el nom de DMSB-Pokal.

## Llista de guanyadors

### OMSK-Pokal
| Any  | Campions                         | Equip        |
| ---- | -------------------------------- | ------------ |
| 1970 | Herbert Simon / Klaus Jörgens    | WASP-Hedlund |
| 1971 | P. Bullinger / B. Kunz           | Triumph      |
| 1972 | Herbert Simon / Hans Peppinghaus | WASP-Hedlund |
| 1973 | Franz Bichler / Gerhard Bichler  | WASP-Norton  |

### Campionat estatal
A 1 de gener de 2025
| Any                    | Campions                                   | Equip        |
| ---------------------- | ------------------------------------------ | ------------ |
| 1974                   | Herbert Simon / Hans Georg Peppinghausen   | Wasp-Hedlund |
| 1975                   | Reinhard Böhler / Egon Wuchner             | Wasp-Yamaha  |
| 1976                   | Reinhard Böhler / Walter Frech             | Wasp-Yamaha  |
| 1977                   | Reinhard Böhler / Hans Georg Peppinghausen | Wasp-Yamaha  |
| 1978                   | Josef Brockhausen / Peter Bannenberg       | Heos-Yamaha  |
| 1979                   | Reinhard Böhler / Hans Georg Peppinghausen | Wasp-Yamaha  |
| 1980                   | Reinhard Böhler / Siegfried Müller         | Wasp-Yamaha  |
| 1981                   | Josef Brockhausen / Hubert Rebele          | Heos-Yamaha  |
| 1982                   | Josef Brockhausen / Hubert Rebele          | Heos-Yamaha  |
| 1983                   | Reinhard Böhler / Franz Burkhardt          | Wasp-Zabel   |
| 1984                   | Reinhard Böhler / Ekard Bauer              | Wasp-Zabel   |
| 1985                   | Walter Netterscheid / Ralf Hoormann        | Wasp-Maico   |
| 1986                   | Walter Netterscheid / Ralf Hoormann        | VMC-Maico    |
| 1987                   | Walter Netterscheid / Ralf Hoormann        | VMC-Maico    |
| 1988                   | Walter Netterscheid / Jürgen Hassold       | VMC-Maico    |
| 1989                   | Michael Garhammer / Ralf Haas              | EML-Jumbo    |
| 1990                   | Walter Netterscheid / Lothar Jehle         | HEOS-Zabel   |
| 1991                   | Walter Netterscheid / Lothar Jehle         | EML-Zabel    |
| 1992                   | Klaus Weinmann / Thomas Weinmann           | EML-KTM      |
| 1993                   | Martin Gölz / Hans-Rudolf Stettler         | VMC-Zabel    |
| 1994                   | Klaus Weinmann / Thomas Weinmann           | EML-KTM      |
| 1995                   | Martin Gölz / Hans-Rudolf Stettler         | VMC-Zabel    |
| 1996                   | Martin Gölz / Hans-Rudolf Stettler         | VMC-Zabel    |
| 1997                   | Alois Wenninger / Henry van der Wiel       | EML-MTH      |
| 1998                   | Kristers Sergis / Artis Rasmanis           | BSU-Zabel    |
| 1999                   | Klaus Weinmann / Thomas Weinmann           | EML-MTH      |
| 2000                   | Klaus Weinmann / Thomas Weinmann           | EML-MTH      |
| 2001                   | Marco Happich / Sebastian Böhme            | VMC-Zabel    |
| 2002                   | Klaus Weinmann / Thomas Weinmann           | EML-MTH      |
| 2003                   | Marco Happich / Gertain Wijs               | VMC-Zabel    |
| 2004                   | Marco Happich / Thomas Weinmann            | VMC-Zabel    |
| 2005                   | Josef Brustmann / Stefan Urich             | NMP-KTM      |
| 2006                   | Marco Happich / Meinrad Schelbert          | VMC-Zabel    |
| 2007                   | Andy Bürgler / Martin Betschart            | VMC-KTM      |
| 2008                   | Marco Happich / Meinrad Schelbert          | VMC-Zabel    |
| 2009                   | Marco Happich / Martin Betschart           | Mefo-Zabel   |
| 2010                   | Peter Steegmanns / Sven Verbrugge          | WSP-KTM      |
| 2011                   | Marco Happich / Meinrad Schelbert          | VMC-Zabel    |
| 2012                   | Janis Daiders / Lauris Daiders             | VMC-Zabel    |
| 2013                   | Janis Daiders / Lauris Daiders             | VMC-Zabel    |
| 2014                   | Andy Bürgler / Martin Betschart            | VMC-KTM      |
| 2015                   | Joris Hendrickx / Kaspars Liepins          | VMC-KTM      |
| 2016                   | Andreas Clohse / Christian Verhagen        | WSP-Zabel    |
| 2017                   | Andreas Clohse / Andres Haller             | WSP-Zabel    |
| 2018                   | Davy Sanders / Andres Haller               | WSP-Zabel    |
| 2019-2022: Sense dades |                                            |              |
| 2023                   | Tim Prümmer / Jarno Steegmans              | ?            |
| 2024                   | Tobias Blank / Justin Blume                | ?            |

### Font
- «SIDECAR CROSS NATIONAL CHAMPIONSHIP GERMANY» (en anglès).   The John Davy Pages. [Consulta: 19 agost 2008].